# Сыны анархии
«Сыны́ анархии», или «Дети анархии» (англ. Sons of Anarchy) — американский телевизионный сериал в жанре криминальной драмы. Сериал транслировался на FX с 3 сентября 2008 по 9 декабря 2014 года. Является одним из самых успешных сериалов канала FX. Завершился на седьмом сезоне.
Сериал добился не только рейтингового успеха, но и хороших отзывов от критиков, которые в основном хвалили игру Кэти Сагал, исполняющей роль Джеммы Теллер Морроу, матриарха семейства, которая за своё перевоплощение выиграла в 2011 году премию «Золотой глобус» за лучшую женскую роль в телевизионном сериале — драма и получила ряд других наград и номинаций.

## Сюжет
Сериал рассказывает об основе международного клуба байкеров из небольшого городка Чарминг в Калифорнии. В центре сюжета — противоречивая фигура Джекса Теллера, сына основателя и бывшего президента клуба Джона Теллера.

## Эпизоды
| Сезон | Сезон | Эпизоды | Оригинальная дата выхода | Оригинальная дата выхода | Зрители в США (млн) |
| Сезон | Сезон | Эпизоды | Премьера сезона          | Финал сезона             | Зрители в США (млн) |
| ----- | ----- | ------- | ------------------------ | ------------------------ | ------------------- |
|       | 1     | 13      | 3 сентября 2008          | 26 ноября 2008           | 2,21                |
|       | 2     | 13      | 8 сентября 2009          | 1 декабря 2009           | 3,67                |
|       | 3     | 13      | 7 сентября 2010          | 30 ноября 2010           | 3,22                |
|       | 4     | 14      | 6 сентября 2011          | 6 декабря 2011           | 5,45                |
|       | 5     | 13      | 11 сентября 2012         | 4 декабря 2012           | 4,37                |
|       | 6     | 13      | 10 сентября 2013         | 10 декабря 2013          | 7,48                |
|       | 7     | 13      | 9 сентября 2014          | 9 декабря 2014           | 4,60                |

## Актёрский состав

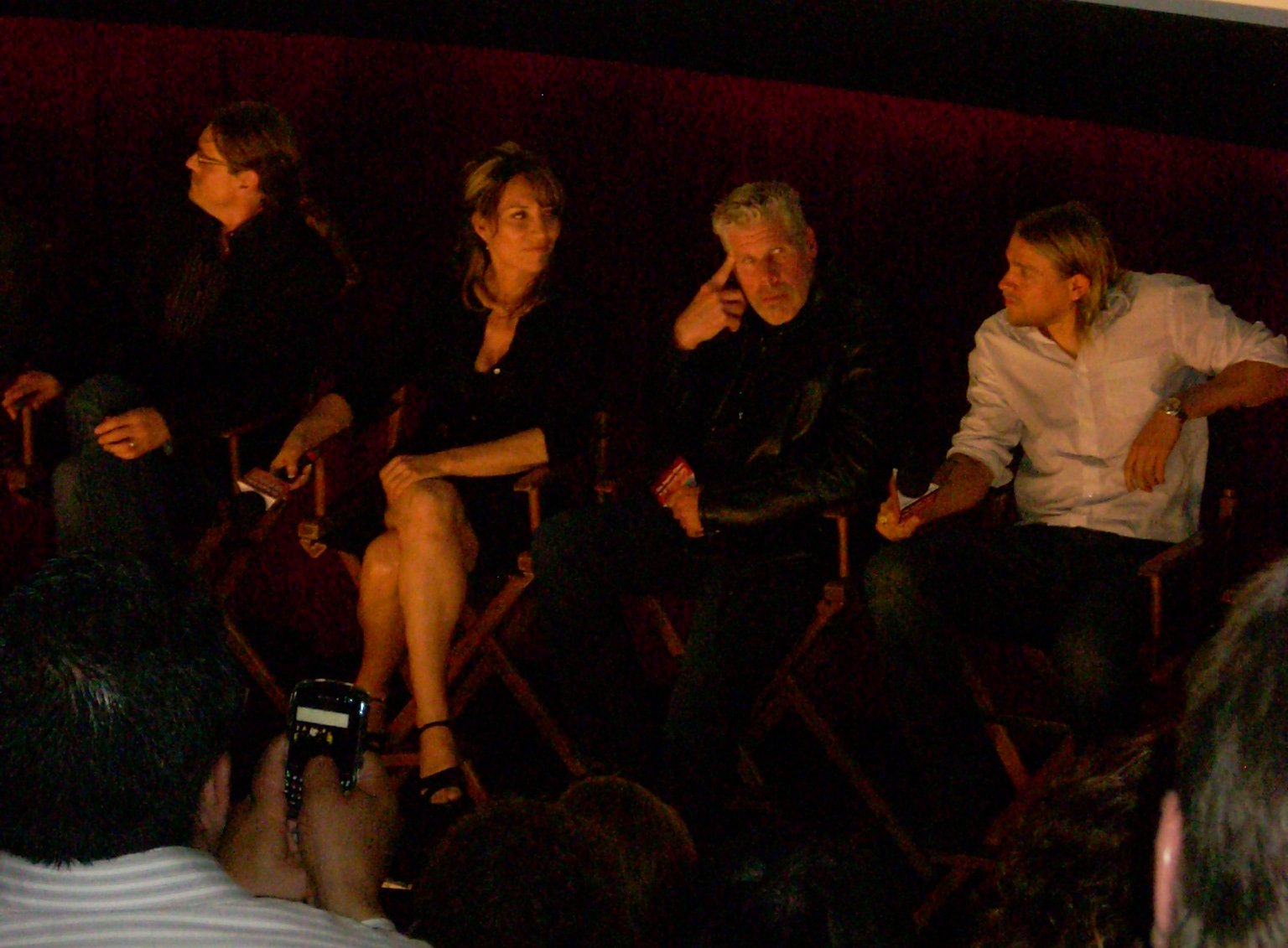
Создатель и режиссёр сериала Курт Саттер, Кэти Сагал, Рон Перлман и Чарли Ханнэм в Лос-Анджелесе

### Основной состав
= Главная роль в сезоне
     = Второстепенная роль в сезоне
     = Гостевая роль в сезоне
     = Не появляется
| Актёр            | Персонаж                    | Появление в сезонах | Появление в сезонах | Появление в сезонах | Появление в сезонах | Появление в сезонах | Появление в сезонах | Появление в сезонах | Появление в сезонах |
| Актёр            | Персонаж                    | 1                   | 2                   | 3                   | 4                   | 5                   | 6                   | 7                   | Эпизоды             |
| ---------------- | --------------------------- | ------------------- | ------------------- | ------------------- | ------------------- | ------------------- | ------------------- | ------------------- | ------------------- |
| Чарли Ханнэм     | Джексон «Джекс» Теллер      | 13                  | 13                  | 13                  | 14                  | 13                  | 13                  | 13                  | 92                  |
| Кэти Сагал       | Джемма Теллер Морроу        | 13                  | 13                  | 13                  | 14                  | 13                  | 13                  | 12                  | 91                  |
| Марк Бун младший | Роберт «Бобби Элвис» Мансон | 12                  | 13                  | 13                  | 13                  | 13                  | 11                  | 9                   | 84                  |
| Ким Коутс        | Алекс «Тиг» Треджер         | 12                  | 13                  | 13                  | 14                  | 13                  | 13                  | 13                  | 91                  |
| Томми Флэнаган   | Филип «Пыр» Телфорд         | 11                  | 11                  | 13                  | 14                  | 13                  | 13                  | 13                  | 88                  |
| Джонни Льюис     | Кип «Омлет» Эппс            | 10                  | 10                  |                     |                     |                     |                     |                     | 20                  |
| Мэгги Сиф        | Тара Ноулз Теллер           | 13                  | 13                  | 13                  | 14                  | 13                  | 13                  |                     | 79                  |
| Рон Перлман      | Кларенс «Клэй» Морроу       | 13                  | 13                  | 13                  | 14                  | 13                  | 11                  |                     | 77                  |
| Райан Херст      | Гарри «Рыжий» Уинстон       | 10                  | 13                  | 13                  | 13                  | 4                   |                     |                     | 53                  |
| Уильям Лакинг    | Пьермонт «Пайни» Уинстон    | 9                   | 7                   | 10                  | 12                  |                     |                     |                     | 38                  |
| Тео Росси        | Хуан-Карлос «Шустрый» Ортис | 11                  | 10                  | 12                  | 13                  | 13                  | 13                  | 12                  | 84                  |
| Дейтон Калли     | Уэйн Ансер                  | 11                  | 11                  | 11                  | 12                  | 10                  | 12                  | 12                  | 79                  |
| Джимми Смитс     | Нерон «Неро» Падилья        |                     |                     |                     |                     | 12                  | 13                  | 13                  | 38                  |
| Дреа Де Маттео   | Венди Кейс                  | 6                   |                     |                     | 2                   | 4                   | 10                  | 13                  | 35                  |
| Дэвид Лебрава    | «Лыба» Лоумен               | 5                   | 9                   | 11                  | 9                   | 13                  | 11                  | 12                  | 70                  |
| Нико Никотера    | Джордж «Рэт» Скогстром      |                     |                     |                     | 9                   | 5                   | 11                  | 12                  | 37                  |

- Джексон «Джекс» Теллер (англ. Jackson «Jax» Teller) — один из лидеров клуба. Родился в 1978 году в семье Джеммы и Джона Теллера, жил в Чарминге и был фактически воспитан в клубе, в результате это — единственная жизнь, которую он знает. Его легальная работа — механик в автомастерской. Несколько раз сидел в тюрьме. Обнаружив старые записи своего отца, озаглавленные «Жизнь и смерть SAMCRO[13]: как заблудились Сыны анархии» (англ. The Life and Death of SamCro: How the Sons of Anarchy Lost Their Way), которые являются программным манифестом и размышлениями над судьбой и видением будущего для клуба, начинает сомневаться относительно положения дел в клубе, что вызывает разногласия между ним и его отчимом Клэем. В конце 4 сезона стал президентом клуба, на этом посту он пытается перевести дела клуба в менее рискованные сферы деятельности, но это вызывает немало конфликтов с бывшими партнёрами и жертвы со своей стороны. После убийства Тары Ноулз (его второй жены и матери младшего сына) впадает во все тяжкие ради мести за неё, в результате его действий гибнут его друзья и союзники, а сам он теряет свою честь и доверие к себе. Ещё более неприятным становится открытие правды об обстоятельствах гибели Тары. В результате Джекс убивает виновных в её гибели, в том числе свою мать, а также своих последних врагов, а после предстаёт перед судом клуба за свои преступления, где сдал свои нашивки президента клуба и ожидал своей казни, но был помилован своими товарищами. В итоге Джекс совершает самоубийство, врезавшись на своём мотоцикле в грузовик, уходя от полицейской погони, недалеко от места гибели своего отца.
- Кларенс «Клэй» Морроу (англ. Clarence «Clay» Morrow) — один из основателей клуба Сыны анархии, входит в первую девятку. Родился в 1949 году. Служил в Армии США, воевал во Вьетнаме вместе с Джоном Теллером и Пайни Уинстоном. Женат на Джемме с того времени, как в 1993 году погиб её первый муж Джон Теллер. Как выяснилось позднее, именно Клэй убил Джона Теллера, сломав его мотоцикл, из-за чего Джон врезался в грузовик. Клей несколько раз сидел в тюрьме. Делает всё возможное, чтобы в Чарминге не появлялись торговцы наркотиками и неофашисты. Страдает артритом, из-за чего у него постепенно отказывают руки и ему всё труднее управлять мотоциклом, в связи с чем его отставка с поста президента клуба, в течение нескольких лет, становится всё очевиднее. В начале 4-го сезона Клэй вводит клуб в наркобизнес с картелем Галиндо и Майянцами, чтобы заработать себе денег перед отставкой, что приводит к жертвам среди своих и разборкам с картелем Лобо Сонора (конкурентами Галиндо), вдобавок ко всему клубу активно на пятки наступают прокуратура и федеральные службы. В конце 4-го сезона, после покушения на него Рыжего, за убийство отца, Джекс забирает у отчима пост президента клуба, но вынужден оставить его в живых, несмотря на его грехи (убийство Джона Теллера и Пайни Уинстона, организацию покушения на Тару), из-за его связей с ирландцами и требований мексиканцев. Даже после отставки Клей продолжает бороться за власть над клубом, в том числе убивая несогласных с политикой его руководства и организовывая интриги. В пятом сезоне именно он стоял за нападениями кочевников на город и убийством жены шерифа, из-за чего был изгнан из клуба и свёл все клубные наколки. Убит Джексом в 6 сезоне. Выделяется любовью к золотым украшениям и часам Rolex, курит сигары.
- Джемма Теллер Морроу (англ. Gemma Teller Morrow) — «королева» клуба, жена Клэя, вдова Джона Теллера. Мать Джекса. Непримиримый матриарх, считающий всякого, кто пытается вывести клуб из бандитского бизнеса или избавить членов своей семьи от криминальной судьбы (в частности, Тару Ноулз), своими личными врагами. Именно из-за этого оказала помощь Клэю в убийстве Джона. Убита Джексом в конце 7 сезона как месть за смерть Тары.
- Тара Ноулз-Теллер (англ. Tara Knowles-Teller) — возлюбленная Джекса. Она была его школьной подругой, но в 19 лет уехала из города. Имела отношения с агентом АТО Джошем Коном, но вынуждена была прервать их из за неадекватности последнего и вернуться в родной город. После возвращения в город она стала работать детским хирургом в местной больнице, вышла замуж за Джекса и родила от него сына Томаса и фактически стала матерью Абелю (первому сыну Джекса), периодически выполняла обязанности хирурга клуба, оказывая подпольную медицинскую помощь. В 4 сезоне из-за Клэя подверглась нападению картеля Галиндо, в результате чего получила тяжёлую травму правой руки, едва не стоившей ей карьеры хирурга. В последней серии 6 сезона была жестоко убита Джеммой, что стало причиной того что Джекс пустился во все тяжкие.
- Алекс «Тиг» Трэджер (англ. Alex «Tig» Trager). Долгое время занимал должность Sergeant at Arms (начальника по безопасности). Особенно близок к Клэю, поддерживал все его предложения и начинания. Является одним из наиболее жестоких участников клуба, имеет патч (нашивку) Unholy Ones («Безбожник»)[14]. В начале сериала часто упоминает свой опыт девиантных сексуальных похождений. Очень любит собак, боится кукол. В финале сериала становится вице-президентом клуба.
- Филип «Пыр» Телфорд (англ. Filip «Chibs» Telford). Слово «chib» на шотландском уличном сленге означает «лезвие». Чрезвычайно лоялен к Джексу. Родился в Глазго, Шотландия, но рос в Белфасте, Северная Ирландия. Служил санитаром в британской армии, однако, прослужив пять месяцев, был уволен после трибунала. Его опыт позволяет ему оказывать неотложную помощь членам клуба. В конце 4 сезона стал сержантом по оружию (начальник по безопасности), а в начале 6 сезона стал вице-президентом. Был женат на Фионе Ларкин и имеет дочь Керри Энн. Уволен из «Настоящей ИРА» (Real IRA) их лидером, Джимми «Джимми О» О’Феланом, который из ревности забрал его семью и неоднократно пытался убить Пыра, от чего у последнего на щеках следы улыбки Глазго. В финале сериала становится президентом клуба.
- Роберт «Бобби Элвис» Мансон (англ. Bobby «Elvis» Munson) — секретарь и казначей клуба, что означает, что он заведует всеми финансовыми вопросами. Один из старейших членов Сынов. Умный и, пожалуй, самый уравновешенный из всех, поэтому часто пытается успокоить и снизить напряжённость между братьями по клубу, особенно во 2 сезоне. В 5 сезоне был вице-президентом клуба. Захвачен в плен начальником охраны Августа Маркса в 7 серии 7 сезона, убит Марксом в 9 серии 7 сезона. Еврей по национальности. Состоит в клубе двойников Элвиса Пресли и периодически выступает в роли Элвиса в Лейк-Тахо.
- Уэйн Ансер (англ. Wayne Unser) — шеф полиции в первом, втором и третьем сезонах города Чарминг. Лояльно относится к клубу за стремление Сынов анархии не допустить в город наркоторговцев и организованную преступность. Был знаком с Джоном Теллером, поддерживает постоянные контакты с Клэем, помогает Джемме, дружески относится к Джексу. Пожилой человек, серьёзно болен раком, в связи с чем периодически употребляет марихуану в медицинских целях. В начале 6 сезона подвергся нападению неонацистов, оставивших на его груди вырезанную свастику. Застрелен Джексом в 12 серии 7 сезона при попытке спасти Джемму.
- Гарри «Рыжий» Уинстон (англ. Harry «Opie» Winston) — пиротехник. Он и Джекс — лучшие друзья с самого детства. Мать забрала Рыжего от отца, Пайни Уинстона, и увезла из Чарминга в возрасте 16 лет, но он оставил её и возвратился к отцу и клубу. В первом сезоне Рыжий был условно освобождён из тюрьмы (он получил 5 лет), и изо всех сил пытаясь поддержать свою семью, работал на лесозаготовительном заводе. Жена Рыжего, Донна, не хотела его возвращения в клуб, который часто совершает незаконные сделки по продаже оружия, из-за чего Рыжий снова мог оказаться за решёткой. Сталкиваясь с тем, что финансовое положение семьи становится всё хуже, он участвует во всех «делах» Сынов. Убит заключёнными в окружной тюрьме в 3 серии 5 сезона. Отличительная черта в сериале — почти постоянно носит вязаную шапку.
- Пирмонт «Пайни» Уинстон (англ. Piermont «Piney» Winston) — ветеран Вьетнамской войны. Отец «Рыжего». Один из основателей клуба, носит нашивку «First 9» на оригинальном джинсовом жилете и именно он продвигал Клэя Морроу в своё время. Занимал должность вице-президента со времён основания до 1991 года, когда вынужден был сложить полномочия по болезни. Из-за тяжёлой формы эмфиземы лёгких вынужден не расставаться с кислородным аппаратом. В 4 сезоне Пайни выражает явное недовольство участием клуба в сделка с картелем Галиндо. Поскольку Тара у Пайни выясняла обстоятельства гибели Джона Теллера и предшествующие этому события, он догадывается об истинных обстоятельствах данного события, что впоследствии подтверждает сама Тара. При помощи полученной информации Пайни пытается надавить на Клэя и заставить последнего прекратить сотрудничество с мексиканцами, за что последний убивает его.
- Хуан-Карлос «Шустрый» Ортис (англ. Juan Carlos «Juice» Ortiz) — является хакером клуба и офицером разведки. Шустрый показывает большое техническое мастерство, но иногда употребляет лёгкие наркотики. Из-за этого имеет репутацию ненадёжного исполнителя серьёзных задач и частенько ему выпадают дела попроще, например, вождение грузовика. Также Шустрый легко поддаётся чужому влиянию, так в 4-м сезоне прокурор Линкольн Поттер и шериф Илай Рузвельт использовали его чтобы добыть доказательства преступной деятельности Сынов. Причёска — короткий «Ирокез» — и две татуировки в виде молний на висках делают его очень заметным среди одноклубников. Совладелец салона по очистке кишечника. Был изгнан из клуба и отправлен в тюрьму за соучастие в убийстве Тары и убийство шерифа Илайя Рузвельта, который осуществлял охрану последней, а также попытку перевести подозрение на других. Был убит в 12 серии 7 сезона в тюрьме Роном Тали по заказу Джекса.
- Кип «Омлет» Эппс (англ. Kip «Half Sack» Epps) — являлся кандидатом клуба в течение 11 месяцев и носил нашивку «prospect». Кип состоял в корпусе морской пехоты и служил в Ираке, откуда по причине ранения в область паха и ампутации одного яичка был уволен. Являлся чемпионом вооружённых сил по боксу в лёгком весе. По окончании службы вступил в клуб на испытательный срок, попутно работал механиком в автомастерской «Teller-Morrow». С этого момента участвовал во многих делах клуба, чем заслужил себе уважение. Убит Камероном Хейсом ножом в живот, когда защищал Авеля в конце 2 сезона. Был произведён в полноправные члены клуба посмертно. Единственный известный член клуба, не совершивший ни одного убийства.
- Неро Падилья (англ. Nero Padilla) — латиноамериканский гангстер и совладелец эскорт-агентства, ставший любовником Джеммы после её разрыва с Клеем. Партнёр Джекса по бизнесу эскорт-услуг.
- Венди Кейс (англ. Wendy Teller) — бывшая жена Джекса и мать его старшего сына, Авеля. Венди — наркоманка, принимала метамфетамин даже во время беременности. Это стало причиной преждевременных родов и гастрошизиса Авеля. После этого бросает употребление наркотиков и пытается добиться права общаться с сыном. В итоге становится опекуном сыновей Джекса (по его решению и желанию Тары) и вместе с Неро увозит их из Чарминга.
- «Лыба» Лоуман (англ. Happy Lowman) — член Тахомского филиала клуба Сыны анархии. Появляется в Чармингском отделении клуба, поскольку его больная мать живёт неподалёку, в Бейкерсфилде, а он бы хотел заботиться о ней. В начале имеет статус «Nomad» («Бродяга», вольный ездок, член клуба не входящий ни в один филиал), что позволяет Лыбе заниматься заказными убийствами по всему штату, после каждого успешного убийства делает себе татуировку в виде смайлика, позже становится полноправным членом Чармингского отделения. В начале 6 сезона стал сержантом по оружию (начальник по безопасности).
- Джордж «Рэтбой» Скогстром (англ. George «Ratboy» Skogstrom) — кандидат, позже член клуба Сыны анархии.

### Второстепенный состав
- Эмилио Ривера — Маркус Альварес (Сезоны 1-7)
- Курт Саттер — «Большой» Отто Делэйни (Сезоны 1-6)
- Майкл Мариси Орнштейн — Чак Марштейн (Сезоны 1-7)
- Николас Гэст — Джон Теллер (Сезоны 1-7)
- Оливия Бёрнетт — бездомная женщина (Сезоны 1-7)
- Тори Киттлз — Лерой Уайни (Сезоны 1-4)
- Патрик Сент-Эсприт — Эллиот Освальд (Сезоны 1-4, 6)
- Джеймс Каррауэй — Флойд (Сезоны 1-4)
- Кеннет Чои — Генри Лин (Сезоны 1-3, 5-7)
- Тейлор Шеридан — помощник шерифа Дэвид Хейл (Сезоны 1-3)
- Джейми Макшейн — Кэмерон Хэйс (Сезоны 1-3)
- Митч Пиледжи — Эрнест Дарби (Сезоны 1-3, 6)
- Мария Делвер — офицер Кэнди Эгли (Сезоны 1-3, 6-7)
- Джейк Барбе — Джейк Спиллер (Сезоны 1-3)
- Том Эверетт Скотт — Розен (Сезоны 1-2)
- Элли Уокер — агент Джун Стал (Сезоны 1-3)
- Спрейг Грейден — Донна Уинстон (Сезон 1)
- Джули Ариола — Мэри Уинстон (Сезоны 1-2)
- Лела Лдейн Кортинез — Элли Уинстон (Сезоны 1-2)
- Джон Абендрот — Кенни Уинстон (Сезоны 1-2)
- Дендри Тейлор — Луанн Делэйни (Сезон 1-2)
- Гленн Пламмер — шериф Вик Траммел (Сезоны 1-2)
- Тэрин Мэннинг — Черри/Рита (Сезоны 1 и 3)
- Майкл Шамус Уайлс — Джури (Сезоны 1, 6-7)
- Джефф Уинкотт — Джимми Какуза (Сезоны 1-6)
- Джей Карнес — агент Джошуа Кон (Сезон 1)
- Кир O’Доннел — Лоуэлл Харольд-мл. (Сезон 1)
- Джефф Кобер — Джейкоб Хейл-мл. (Сезоны 2-6)
- Уинтер Эйв Золи — Лайла Уинстон (Дворак) (Сезоны 2-7)
- МакНалли Сагал — Маргарет Мёрфи (Сезоны 2-6)
- Кристен Рентон — Има (Сезоны 2-6)
- Кенни Джонсон — Герман Козик (Сезоны 2-4)
- Том Арнольд — Джорджи Карузо (Сезоны 2-4)
- Титус Уэлливер — Джимми O’Фелан (Сезоны 2-3)
- Беллина Логан — Фиона Ларкин (Сезоны 2-3)
- Адам Аркин — Итан Зобель (Сезоны 2)
- Генри Роллинз — Эй Джей Уэстон (Сезон 2)
- Каллард Харрис — Эдмонд Хэйс (Сезон 2)
- Сара Джонс — Полли Зобель (Сезон 2)
- Майкл Бич — Тадеус Орвел «Т.О.» Кросс (Сезоны 3, 5, 7)
- Кристофер Дуглас Рид — Филип «Толстый Фил» Рассел (Сезоны 3-6)
- Фрэнк Поттер — Эрик Майлс (Сезоны 3-4)
- Лео Фицпатрик — Шепард (Сезон 3)
- Хэл Холбрук — Нейт Мэдок (Сезон 3, 7)
- Робин Вайгерт — Элли Лоуэн (Сезоны 3 и 5-6)
- Стивен Кинг — Бакмен (Сезон 3, эпизод 3)
- Памела Дж. Грей — агент Эми Тайлер (Сезон 3)
- Энди МакФи — Кит МакГи (Сезон 3)
- Дэн Хильдебранд — Шон Кейси (Сезон 3)
- К’Орианка Килчер — КэрриЭнн Ларкин-Телфорд (Сезон 3)
- Джеймс Космо — отец Келлен Эшби (Сезон 3)
- Хосе Пабло Кантильо — Эктор Саласар (Сезон 3)
- Арни Вервин — Лиам О’Нилл (Сезон 3)
- Пола Малкомсон — Морин Эшби (Сезон 3)
- Зои Бойл — Тринити Эшби (Сезон 3)
- Сонни Берджер — Ленни «Сутенёр» Яновиц (Сезоны 3-5)
- Рокмонд Данбар — лейтенант Илай Рузвельт (Сезоны 4-6)
- ЛаМоника Гарретт — шериф Кейн (Сезоны 4-7)
- Тимоти В. Мёрфи — Гелан О’Шэй (Сезоны 4-6)
- Бенито Мартинес — Луис Торрес (Сезоны 4-5)
- Дэнни Трехо — Ромеро «Ромео» Парада (Сезоны 4-5)
- Уолтер Вонг — Крис «Ви-Лин» Вон Лин  (Сезоны 4-6)
- Рэйчел Майнер — Доун Треджер (Сезоны 4-5)
- Мерл Дэндридж — Рита Рузвельт (Сезоны 4-5)
- Рэй МакКиннан — помощник прокурора Линкольн Поттер (Сезон 4)
- Дэвид Рис Снелл — агент Грэд Николас (Сезон 4)
- Джесси Гарсия — Рафи (Сезон 4)
- Рэндальф Мантот — Чарли Хорс (Сезон 4)
- Донал Лог — Ли Торик (Сезоны 5-6)
- Гарольд Перрино — Деймон Поуп (Сезон 5)
- Билли Браун — Август Маркс (Сезоны 5-7)
- Мо МакРэй — Тайлер (Сезоны 5-7)
- Уолтон Гоггинс — Винус Ван Дам (Сезоны 5-7)
- Дэйв Наварро — Аркадио Нерона (Сезоны 5-6)
- Чак Зито — Фрэнки Даймондс (Сезон 5)
- Крис Браунинг — ГоГо (Сезон 5)
- Курт Ягер — Грег «Пэг» (Сезон 5)
- Расти Кунс — Рэйн Куинн (Сезоны 5-7)
- Питер Уэллер — Чарльз Бароски (Сезоны 6-7)
- Ким Диккенс — Колетт Джейн (Сезоны 6-7)
- Си Си Эйч Паундер — Тайни Паттерсон (Сезоны 6-7)
- Стив Хоуи — Хоппер (Сезон 6)
- Дуглас Беннет — Орлин Уэст (Сезоны 6-7)
- Джейкоб Варгас — Аллесандро Монтес (Сезоны 6-7)
- Скотт Андерсон — Коннор Малоун (Сезоны 6-7)
- Хейли Макфарланд — Брук Патнер (Сезоны 6-7)
- Роберт Патрик — Лес Пэкер (Сезоны 6-7)
- Аннабет Гиш — шериф Альтеа Джарри (Сезон 7)
- Мэрилин Мэнсон — Рон Талли (Сезон 7)
- Айво Нанди — Оскар «Эль Осо» Рамос (Сезон 7)
- Малькольм-Джамал Уорнер — Стинки (Сезон 7)
- Эйприл Грейс — Лутриша Хаддем (Сезон 7)
- Арджай Смит — Грант МакКуин (Сезон 7)
- Кортни Лав — миссис Харрисон (Сезон 7)
- Мэттью Сент-Патрик — Мозес Картрайт (Сезон 7)
- Тони Карран — Гэйнс (Сезон 7)
- Каризма Карпентер — Кэрол (Сезон 7)

## Приём критиков
Первый сезон в целом получил смешанные отзывы от критиков. Мэтью Гилберт из The Boston Globe сказал, что шоу имеет большой потенциал в будущем, Джина Беллифант из The New York Times высоко оценила актёрские работы, в особенности Кэти Сагал, играющей Джемму.
Второй сезон заметно увеличил количество положительных отзывов. В частности, критик Chicago Tribune оценил высокий уровень игры Кэти Сагал. Критик журнала Time назвал игру Кэти Сагал сокрушительно мощной и включил её в список 10 лучших в 2009 году.
«Сыны анархии» были номинированы в 2010 году на награду «Ассоциации телевизионных критиков» в категории «Лучшая драма», а Кэти Сагал была номинирована «За личные достижения в драме».
Time назвал премьеру третьего сезона «захватывающей» и высоко оценил игру Кэти Сагал и Хэла Холбрука, сыгравшего её старого отца. Entertainment Weekly отметило красиво снятые и сыгранные сцены между Кэти Сагал и Хэлом Холбруком, а также отметил более подробно раскрытые сюжетные линии между членами семьи Теллер-Морроу. Кроме этого, была высоко оценена работа актрисы Элли Уокер, сыгравшей агента ATF Джун Стал, даже сравнивая её с героем сериала «Щит» Виком Мэкки.
Кэти Сагал выиграла премию «Золотой глобус» в категории «Лучшая женская роль в драме» в 2011 году.